# Каванголенд
Каванголенд се нарича бивш бантустан в Югозападна Африка (днешна Намибия) създаден през 1970 г. от проапартейдското правителство с цел управлението на местните жители от племената каванго. През 1973 т. на бантустана е предоставено право на самоуправление.
Площта на бантустана е 41 701 km2, а населението наброявало около 28 000 души. Административен център е бил град Рунду.
Каванголенд подобно на останалите девет бантустана в Югозападна Африка е закрит през май 1989 г. успоредно с обявяване на независимостта на Намбия.